# Express 3
Express 3 er en katamaranfærge, der er bygget på Incat værftet i Tasmanien og blev afleveret til Molslinjen i slutningen af maj 2017 og sat i drift 1. juni.

## Historie
Den 3. oktober 2015 meddelte Mols-Linien i en pressemeddelelse, at man havde indgået aftale med Incatværftet i Tasmanien om bygning af en ny katamaranfærge, der skulle afleveres til Mols-Linien i slutningen af marts 2017 og indsættes i drift i maj 2017 mellem Odden-Aarhus og Odden-Ebeltoft. I samme anledning blev det meddelt, at den nye katamaranfærge ville få navnet "KatExpress 3" (senere ændret til Express 3), samt at den ville blive en opgraderet udgave i forhold til søsterskibene "Express 1" og "Express 2".

## Maskineri
Hovedmotorer: 4 stk. MAN V20 28/33D STC. (20-Cylindret diesel V-motor, med sekventiel turboladning) 9,1 MW @1000 RPM
Hjælpemotorer: 4 stk. Scania DI13 073M Marine motorer, 273 bkW
Waterjet: 4 stk. Wärtsilä LIPS LJX1500 SRI Waterjets. 

## Søsterskibe
Søsterskibe: Express 1, Express 2